# Chrysocephalum
Chrysocephalum Walp. – rodzaj roślin z rodziny astrowatych (Asteraceae). Obejmuje co najmniej 9 gatunków, występujących naturalnie w Australii.

## Systematyka
Pozycja według APweb (aktualizowany system APG III z 2009)
Jeden z rodzajów plemienia Gnaphalieae z podrodziny Asteroideae w obrębie rodziny astrowatych (Asteraceae) z rzędu astrowców (Asterales) należącego do dwuliściennych właściwych.
Wykaz gatunków
- Chrysocephalum adpesssum (Fitzg.) Anderb.
- Chrysocephalum apiculatum (Labill.) Steetz
- Chrysocephalum baxteri (A.Cunn. ex DC.) Anderb.
- Chrysocephalum eremaeum (Haegi) Anderb.
- Chrysocephalum pterochaetum F.Muell.
- Chrysocephalum puteale (S.Moore) Paul G.Wilson
- Chrysocephalum semipapposum (Labill.) Steetz
- Chrysocephalum sericeum Paul G.Wilson
- Chrysocephalum vitellinum Sond. & F.Muell.